# Giorgio Biguzzi
Giorgio Biguzzi (en inglés: George Biguzzi y en español: Jorge Biguzzi) (Cesena, 4 de febrero de 1936-Parma, 1 de julio de 2024) fue un misionero y eclesiástico católico italiano, obispo de Makeni entre 1986 y 2012.

## Biografía
Nació el 4 de febrero de 1936, en la localidad italiana de Cesena.
Realizó su formación primaria en Calisese (1942-1947), la secundaria en el Seminario Menor de Cesena (1947-1950), y en la escuela secundaria de 1950 a 1952. De 1952 a 1956 siguió el Liceo Classico, y realizando el curso preparatorio teológico en el Pontificio Seminario Regional de Bolonia.
Cursó estudios de Teología en Parma, entre 1957 y 1960.
En 1969, tras realizar estudios en la Universidad Marquette, obtuvo una Maestría en Artes con la tesis: An application of Lewin’s learning psychology to the study of religious conversion (Una aplicación del aprendizaje de la psicología de Lewin al estudio de la materia Pedagogía de la conversión religiosa).

### Vida religiosa
El 29 de septiembre de 1956, ingresó en la orden religiosa de los misioneros Javerianos, completando su noviciado en San Pietro in Vincoli. Realizó su primera profesión de votos religiosos el 19 de octubre de 1957. 
Realizó su profesión solemne el 16 de octubre de 1960 en Parma, y recibió su ordenación sacerdotal a manos del arzobispo Gaetano Pollio PIME.
Después de su ordenación, trabajó inicialmente en la comunidad Javeriana de Údine antes de ser enviado a los Estados Unidos en 1962. Después de aprender el idioma inglés durante unos meses en Petersham, se desempeñó como vicerrector de la comunidad javeriana en Franklin y como consejero provincial de 1962 a 1969.
De 1970 a 1974 fue rector de la comunidad javeriana en Holliston y maestro de novicios. Luego, trabajó en Sierra Leona, donde fue rector del Seminario Menor de la diócesis de Makeni de 1975 a 1977, y viceprovincial de la Provincia de los Javerianos de Sierra Leona, luego superior provincial (1977-1983).
En 1983 participó como delegado en el XI capítulo general de su comunidad religiosa. Después de servir brevemente como párroco en Lungi en 1984, regresó a Italia ese mismo año y se convirtió en maestro de novicios de en Ancona.

### Episcopado
El 17 de noviembre de 1986, el papa Juan Pablo II lo nombró obispo de Makeni. La diócesis de Makeni es una de las cuatro diócesis de Sierra Leona, país en el que los católicos no superan el 10%.
Fue consagrado el 6 de enero de 1987, en la Basílica de San Pedro, a manos del mismo papa. También se desempeñó como presidente de la Conferencia Interterritorial de Obispos Católicos de Gambia y Sierra Leona (ITCABIC) de 1998 a 2001 y de 2004 a 2010 .
Estuvo particularmente comprometido con los desplazados por la guerra civil de Sierra Leona e hizo campaña por la liberación y el apoyo de los ex niños soldados después del golpe de Estado militar de 1997. El 6 de mayo de 1999, a través de la agencia MISNA, lanzó un llamamiento por la paz después de haber presenciado personalmente las tragedias de la guerra y el hambre que afectaban a la población. Ese mismo mes hubo informes de que los insurgentes habían secuestrado a dos misioneros y habían tomado como rehenes a algunos menores con la intención de alistarlos en sus filas.
Desde el 25 de mayo de 1999, fue miembro del Consejo Interreligioso de Sierra Leona, que debía mediar entre el gobierno de Sierra Leona y el insurgente Frente Revolucionario Unido. En octubre de 1999, Biguzzi fue secuestrado durante varios días junto con dos sacerdotes y algunos trabajadores de desarrollo. Posteriormente sirvió como mediador en la negociación del acuerdo de paz de julio de 2003 entre el gobierno de Sierra Leona y el Frente Revolucionario Unido.
En 2011, presentó su renuncia como lo establece el Código de Derecho Canónico. El 7 de enero de 2012, el papa Benedicto XVI aceptó su renuncia como obispo de Makeni, nombrado a su sucesor al mismo tiempo.
En 2013 regresó a Italia, donde inicialmente trabajó en Brescia. Posteriormente fue rector de la comunidad javeriana de San Pietro in Vincoli (2018-2021) y párroco de la comunidad (2017-2023). Luego vivió durante un año en la residencia de ancianos Fraternità San Lorenzo en San Pietro in Vincoli y, a partir de abril de 2024, finalmente en la casa madre de su comunidad religiosa en Parma.
Falleció la mañana del 1 de julio de 2024 en un hospital de Parma, a la edad de 88 años.